# ثانيالاك تشوتفيبونسين
ثانيالاك تشوتفيبونسين ((بالتايلندية: ธัญลักษณ์ โชติพิบูลศิลป์)) (من مواليد 9 نوفمبر 1990) هي لاعبة رامية من تايلند.
شاركت في دورة الألعاب الآسيوية 2006 في الدوحة، قطر.

## روابط خارجية
- ثانيالاك تشوتفيبونسين على موقع أوليمبيديا (الإنجليزية)